# Пакистанска рупия
Вижте пояснителната страница за други значения на рупия.
Пакистанската рупия (на английски: Pakistani rupee; на урду: پاکستانی روپیہ) е официалното разплащателно средство и парична единица в Пакистан. Дели се на 100 пайса.

## История
Думата „rūpiya“ произлиза от санскритската дума „rūpya“, която означава „ковано сребро, монета от сребро“, като произход е прилагателно, което означава „оформен“, с по-специфично значение на „печат, впечатлен“, откъдето „монета“. Пакистанската рупия е пусната в обращение след разпадането на Британския Индия през 1947 г. Първоначално Пакистан използва британски индийски монети и банкноти, просто подпечатани с „Пакистан“. През 1948 г. са издадени нови монети и банкноти. Подобно на индийската рупия, първоначално и пакистанската е разделена на 16 ани, всеки с по 4 или 12 пайса. На 1 януари 1961 г. валутата е десетично обозначена, като рупията е разделена на 100 пайса. Въпреки това монетите, деноминирани в пайса, не са издавани след 1994 г.

## Монети
Емитират се монети от 1, 2, 5 и 10 рупии.

## Банкноти
Емитират се банкноти от 10, 20, 50, 100, 500, 1000 и 5000 рупии.